# Roy Hodgson
Roy Hodgson (Croydon, 9 augustus 1947) is een Engels voetbaltrainer en voormalig betaald voetballer. Hij werd als coach met zowel Halmstads BK (twee keer) als met Malmö FF (vijf keer) kampioen in de Allsvenskan en met FC Kopenhagen één keer in de Superligaen. Hodgson werd na het seizoen 2009/10 in Engeland uitgeroepen tot 'Manager van het Jaar'. De laatste club dat hij trainde was Crystal Palace in 2024.

## Engels voetbalelftal
De Engelse voetbalbond stelde Hodgson op 1 mei 2012 aan als bondscoach van het Engels voetbalelftal, waar hij Fabio Capello opvolgde. Hij leidde Engeland tijdens het EK 2012 (kwartfinales), het WK 2014 (uitgeschakeld in groepsfase) en het EK 2016 (achtste finales). Direct nadat IJsland zijn ploeg op het laatstgenoemde toernooi had uitgeschakeld, legde hij zijn functie neer.

## Crystal Palace
Op 12 september 2017 werd Hodgson aangesteld als nieuwe manager van Crystal Palace, een dag nadat de club uit Londen afscheid had genomen van hoofdcoach Frank de Boer. Die was 77 dagen in dienst geweest en verloor de eerste vier wedstrijden in het seizoen 2017/18. In de eerste wedstrijd onder leiding van Hodgson, op zaterdag 16 september, verloor Palace op eigen veld met 1-0 van Southampton door een vroege goal van Steven Davis. Hij vertrok in 2021 bij Crystal Palace maar keerde er twee jaar later terug ter vervanging van de ontslagen Patrick Vieira. Hij wist de club te redden van degradatie en kreeg een contractverlenging. Op 19 februari 2024 besloot Hodgson bij Crystal Palace te vertrekken nadat hij onwel was geworden op een training.